# Província d'Enna
La província d'Enna és una província que forma part de la regió de Sicília dins Itàlia. La seva capital és Enna.
Situada a la Sicília central i sense sortida al mar, limita al nord amb la ciutat metropolitana de Messina, a l'oest amb la ciutat metropolitana de Palerm, al sud-est amb la de ciutat metropolitana de Catània, i al sud-oest amb la província de Caltanissetta. Fou creada el 1926 i està formada per 20 municipis.

límits del municipi

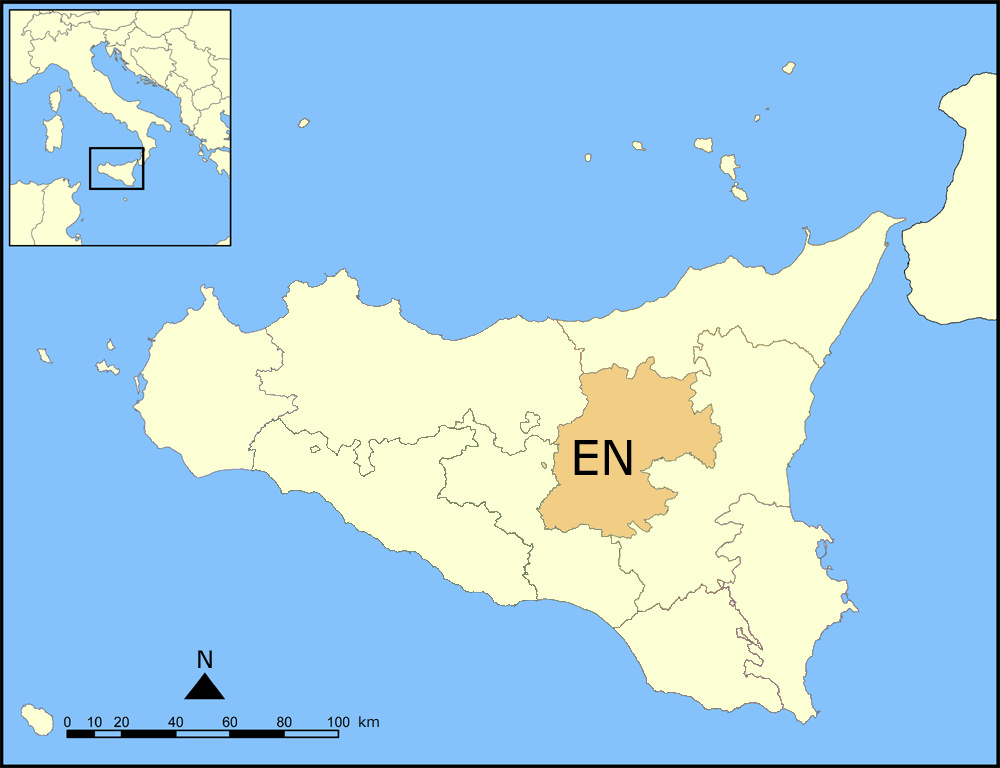
Província d'Enna dins de Sicília

Té una àrea de 2.574,7 km², i una població total de 169.558 hab. (2016).

## Municipis
| Pos. | Municipi               | Habitants | altitud        |
| ---- | ---------------------- | --------- | -------------- |
| 1    | Enna                   | 28.091    | 931 m s.l.m.   |
| 2    | Piazza Armerina        | 20.754    | 721 m s.l.m.   |
| 3    | Nicosia                | 14.752    | 724 m s.l.m.   |
| 4    | Leonforte              | 14.022    | 703 m s.l.m.   |
| 5    | Barrafranca            | 13.079    | 450 m s.l.m.   |
| 6    | Troina                 | 9.813     | 1.121 m s.l.m. |
| 7    | Agira                  | 8.344     | 650 m s.l.m.   |
| 8    | Valguarnera Caropepe   | 8.337     | 590 m s.l.m.   |
| 9    | Regalbuto              | 7.618     | 520 m s.l.m.   |
| 10   | Pietraperzia           | 7.327     | 476 m s.l.m.   |
| 11   | Centuripe              | 5.705     | 730 \|m s.l.m. |
| 12   | Villarosa              | 5.418     | 523 m s.l.m.   |
| 13   | Assoro                 | 5.382     | 850 m s.l.m.   |
| 14   | Aidone                 | 5.242     | 800 m s.l.m.   |
| 15   | Catenanuova            | 5.069     | 170 m s.l.m.   |
| 16   | Calascibetta           | 4.715     | 691 m s.l.m.   |
| 17   | Gagliano Castelferrato | 3.778     | 651 m s.l.m.   |
| 18   | Nissoria               | 2.953     | 691 m s.l.m.   |
| 19   | Cerami                 | 2.244     | 970 m s.l.m.   |
| 20   | Sperlinga              | 894       | 750 m s.l.m.   |